# Этиловый эфир 2-(2-бензотиазолилсульфонил)-2-фторуксусной кислоты
Этиловый эфир 2-(2-бензотиазолилсульфонил)-2-фторуксусной кислоты — органическое вещество, реагент для получения α-фторакрилатов.

## Получение
Синтез этилового эфира 2-(2-бензотиазолилсульфонил)-2-фторуксусной кислоты представляет собой многостадийное превращение, в котором исходный 2-меркаптобензотиазол в ацетоне обрабатывают этилхлорацетатом в присутствии карбоната калия, затем полученный этиловый эфир 2-бензотиазолилсульфанилуксусной кислоты окисляют молибдатом аммония и пероксидом водорода, что даёт этиловый эфир 2-бензотиазолилсульфонилуксусной кислоты. Последний подвергают действию гидрида натрия и реагента Selectfluor, получая конечный продукт.

## Строение и физические свойства
Этиловый эфир 2-(2-бензотиазолилсульфонил)-2-фторуксусной кислоты растворим в тетрагидрофуране, хлористом метилене, ацетонитриле, ацетоне, диметилформамиде, N-метилпирролидоне и диметилсульфоксиде; нерастворим в воде.
В спектрах ЯМР данного реагента наблюдаются сигналы протонов арильной группы при 8,27 м д. (дублет), 8,05 м д. (дублет), 7,67 м д. (мультиплет); α-протона при 5,04 м д. (дублет) и протонов этильной группы при 4,42 м д. (мультиплет) и 1,35 м д. (триплет). В спектре ЯМР на ядрах 19F наблюдается дублет при −81,52 м. д.

## Химические свойства
Этиловый эфир 2-(2-бензотиазолилсульфонил)-2-фторуксусной кислоты вступает в реакцию олефинирования по Жюлья в качестве сульфона, из которого генерируется илид. Последний присоединяется к альдегидам, в результате чего образуются алкены с контролируемой геометрией двойной связи. Присутствие фтора в реагенте имеет два важных последствия. Во-первых, при использовании DBU в качестве основания (основание имеет большое влияние на стереоселективность реакции) геометрия образующейся двойной связи для фторированного и нефторированного сульфона противоположна. Во-вторых, скорость образования продукта в случае фторированного сульфона гораздо выше (20 мин против 16 ч). Аналогичная реакция с кетонами идёт гораздо медленнее.
Этиловый эфир 2-(2-бензотиазолилсульфонил)-2-фторуксусной кислоты можно алкилировать по α-положению в присутствии основания DBU и алкилирующего агента — алкилиодида либо активного алкилбромида. Эта реакция послужила созданию новых сульфонов для олефинирования по Жюлья: в этиловый эфир 2-(2-бензотиазолилсульфонил)-2-фторуксусной кислоты алкилированием вводится новый заместитель R, а затем проводится реакция декарбоксилирования для удаления группы COOEt. Следовательно, такой новый реагент вводит при двойной связи алкена заместители F и R.